# Online Film Critics Society Awards/Bester Newcomer – Darstellung
Der OFCSA für den besten Newcomer im darstellerischen Bereich wird seit 2001 jedes Jahr verliehen.

## Gewinner und Nominierte
Alle Nominierten eines Jahres sind angeführt, der Sieger steht jeweils zuoberst.
2001
Naomi Watts – Mulholland Drive – Straße der Finsternis
Hayden Christensen – Das Haus am Meer
John Cameron Mitchell – Hedwig and the Angry Inch
Audrey Tautou – Die fabelhafte Welt der Amélie
2002
Maggie Gyllenhaal – Secretary
Steve Coogan – 24 Hour Party People
Eminem – 8 Mile
Derek Luke – Antwone Fisher
Nia Vardalos – My Big Fat Greek Wedding – Hochzeit auf griechisch
2003
Keisha Castle-Hughes – Whale Rider
Peter Dinklage – Station Agent
Chiwetel Ejiofor – Dirty Pretty Things
Keira Knightley – Kick It Like Beckham
Cillian Murphy – 28 Days Later
2004
Catalina Sandino Moreno – Maria Full of Grace
Zach Braff – Garden State
Bryce Dallas Howard – The Village – Das Dorf
Jon Heder – Napoleon Dynamite
Emmy Rossum – The Phantom of the Opera
2005
Owen Kline – Der Tintenfisch und der Wal
Nathan Fillion – Serenity
Georgie Henley – Die Chroniken von Narnia: Der König von Narnia
Tony Jaa – Ong-Bak
Q’orianka Kilcher – The New World
2006
Sacha Baron Cohen – Borat
Shareeka Epps – Half Nelson
Jennifer Hudson – Dreamgirls
Rinko Kikuchi – Babel
Elliot Page – Hard Candy
2007
Nikki Blonsky – Hairspray
Glen Hansard – Once
Sam Riley – Control
Carice van Houten – Black Book
Tang Wei – Gefahr und Begierde
2008
Lina Leandersson – So finster die Nacht
Russell Brand – Nie wieder Sex mit der Ex
Kåre Hedebrant – So finster die Nacht
Dev Patel – Slumdog Millionär
Brandon Walters – Australia